# 交響曲第25番 (モーツァルト)
交響曲第25番 ト短調 K. 183 (173dB) は、ヴォルフガング・アマデウス・モーツァルトが作曲した交響曲。

## 概要
1773年10月5日、モーツァルトが17歳の時にザルツブルクで完成されたこの曲は、同じくト短調で作曲された第40番ト短調 K. 550に対して、小ト短調ともよばれる（なお、モーツァルトの交響曲のうち、短調で書かれているのはこの曲と第40番のみである）。
調性、曲調、楽器法などからフランツ・ヨーゼフ・ハイドンの交響曲第39番 ト短調 Hob. I:39からの影響が指摘されている。
交響曲第24番完成の2日後に完成しており、並行して作曲されたとも考えられている。

## 楽器編成
- オーボエ2

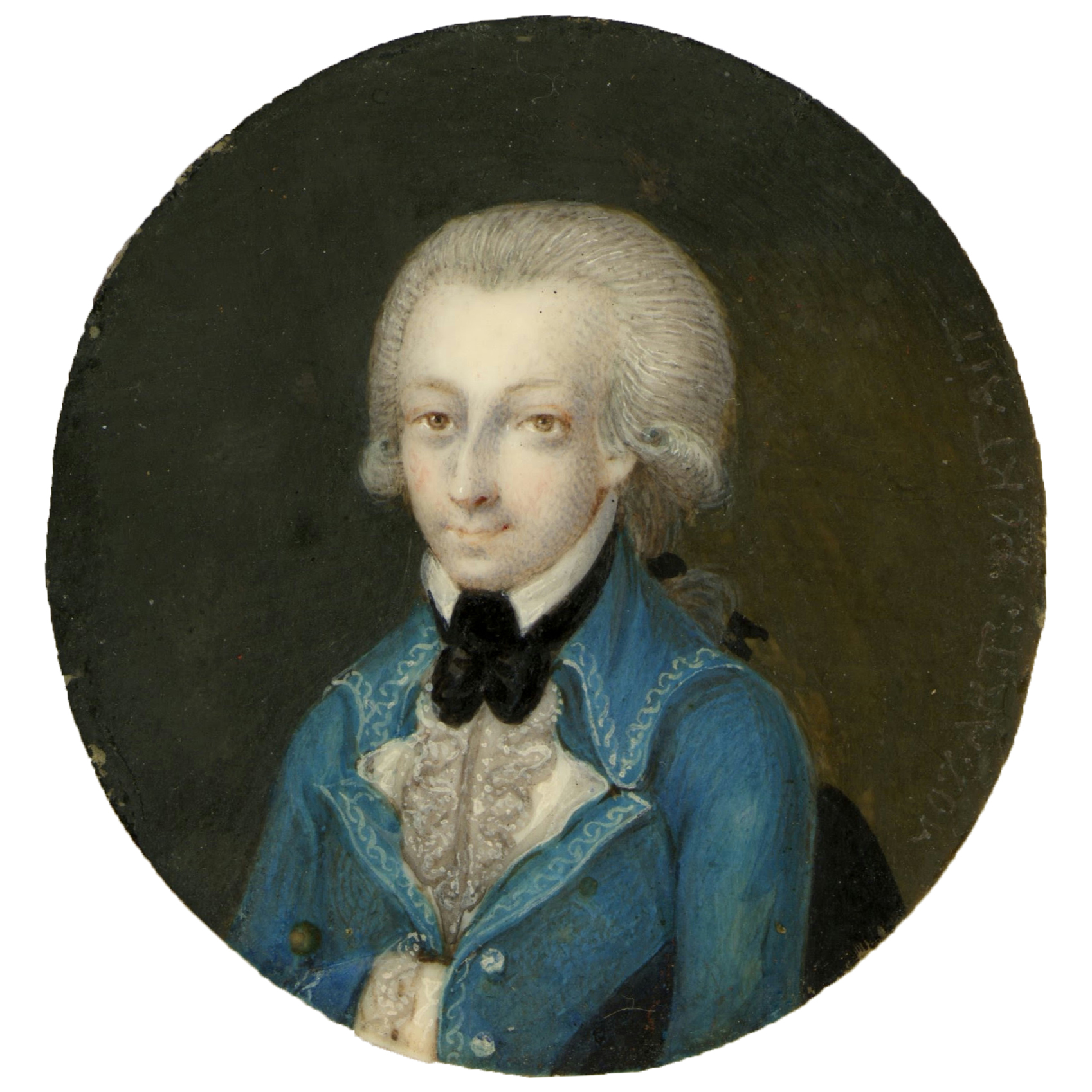
『交響曲第25番』を書き上げた1773年当時のモーツァルト（Martin Knollerによる肖像画）

- ファゴット2（第2楽章、第3楽章のトリオ）
- ホルン4（第2楽章のみ2）
- 弦五部

特筆すべき点として、この時代にしては珍しくホルンを4本用いている（ハイドンの39番も同様である）。これはホルンの本数を増やして響きを豊かにするだけでなく、当時は自然管の楽器（ナチュラル・ホルン）しかなかったため、また特に短調の場合は自然管で出せる音が限られてしまうため、G管とB♭管（アルト）の両方を使うことでそれを補おうとしたものである。これによって第1、3、4楽章では不完全ながらもホルンが主題を奏でることが出来るようになっている。
ちなみに第40番では第1、4楽章でG管とB♭管（アルト）のホルンが1本ずつ用いられている（第2楽章ではE♭が2、第3楽章ではGが2）。

## 曲の構成

### 第1楽章
- ト短調、4分の4拍子、ソナタ形式。

アレグロ・コン・ブリオ

### 第2楽章
- 変ホ長調、4分の2拍子、ソナタ形式。

アンダンテ

### 第3楽章
- ト短調 - ト長調、4分の3拍子、複合三部形式。

メヌエット
トリオ

### 第4楽章
- ト短調、4分の4拍子、ソナタ形式。

アレグロ

## 演奏例
- ブルーノ・ワルター指揮ウィーン・フィルハーモニー管弦楽団によるライヴ録音（1956年）
- オットー・クレンペラー指揮アムステルダム・コンセルトヘボウ管弦楽団のライヴ録音（1951年）
- トン・コープマン指揮アムステルダム・バロック管弦楽団
- ニコラウス・アーノンクール指揮ロイヤル・コンセルトヘボウ管弦楽団

など、数多くの指揮者、団体により演奏されている。

## 使用例
- 映画『アマデウス』（1984年）冒頭のシーンでこの曲の第1楽章が印象的に使われた。演奏はネヴィル・マリナー指揮のアカデミー室内管弦楽団による。
- ロックバンド・THE ALFEEが本作と自身の楽曲である「Brave Love 〜Galaxy Express 999」を一体化させた楽曲（THE ALFEE CLASSICS IIIに収録。）を演奏したこともあった。なお、このアレンジは服部克久の楽曲によるものである。
- イングヴェイ・マルムスティーンが1995年にリリースしたアルバム『マグナム・オーパス』収録のインストゥルメンタル曲「Overture 1622」の冒頭で第1楽章が引用されている。
- 映画『ロミオ+ジュリエット』（1996年）では、ジュリエットが最初に登場する場面で、第1楽章が使われている。
- 愛知県大府市にある宝石店「宝石の八神」が長きにわたりこの曲をCMで使用していた。2021年現在は、この曲を引用した「HASSIN」なる楽曲がCMに使用されている。
- 2012年からは、八嶋智人が出演していた自動車メーカー・ダイハツ工業「ムーヴ」のCM曲に使用された。
- フジテレビのバラエティー番組『アウト×デラックス』では、この曲の第1楽章がたびたび流れていた。
- アイドルグループ・Snow Manの楽曲「EMPIRE」（4thアルバム「RAYS」に収録）に本作の第1楽章がサンプリングされている。